# Rachel Campos-Duffy
Rachel Campos-Duffy (Tempe, Arizona, 22 de octubre de 1971) es una periodista y personalidad televisiva conservadora estadounidense. Apareció por primera vez en televisión en 1994 como miembro del elenco de la serie de telerrealidad de MTV The Real World: San Francisco, antes de pasar a trabajar como presentadora de televisión. Fue presentadora invitada en el programa de entrevistas de ABC The View, antes de mudarse a Fox News, donde fue presentadora invitada del programa Outnumbered antes de ser contratada como copresentadora permanente en Fox & Friends Weekend en mayo de 2021.

## Primeros años y educación
Campos es hija de Miguel Campos y María del Pilar, ambos profesores de secundaria en Chandler, Arizona. Sus abuelos emigraron a los Estados Unidos desde México. Tiene tres hermanos: Patrick, Joseph y Leah Campos Schandlbauer, es una ex oficial de operaciones de la CIA que se postuló para el Congreso de los Estados Unidos en Arizona en 2012. Campos y sus hermanos fueron criados en un hogar estrictamente católico.
Campos se graduó de la Seton Catholic Preparatory. Se graduó de la Arizona State University en diciembre de 1993 con un título en economía. Se le concedió la beca de posgrado Woodrow Wilson, que había planeado utilizar para asistir a la escuela de posgrado, con el objetivo de ser profesora universitaria. Campos obtuvo una maestría en asuntos internacionales de la Universidad de California en San Diego.

## Carrera

### The Real World: San Francisco
Campos fue elegida para The Real World: San Francisco en enero de 1994 y vivió en la casa de Russian Hill en San Francisco con seis compañeros de casa desde el 12 de febrero al 19 de junio. La temporada se estrenó el 6 de julio de 1994.
En el programa y en los materiales promocionales de MTV para el programa, Campos fue retratada como una republicana y católica apasionada, aunque admitió que su estricta educación religiosa fomentó en ella una vena rebelde que a veces la llevó a entrar en conflicto con sus padres. Sus puntos de vista políticos la llevaron a entrar en conflicto con sus compañeros de casa en más de una ocasión, como cuando Mohammed Bilal ridiculizó las ideas republicanas sobre vivienda que expresó en el episodio 3.

### The View
Campos hizo tres pruebas para un puesto de copresentadora en el programa de entrevistas de televisión diurno The View. Después de que Debbie Matenopoulos dejó el programa en 1999, Campos compitió en una prueba al aire con Lisa Ling y Lauren Sánchez; Ling finalmente fue contratada. Después de la partida de Ling en 2002, Campos, que para entonces tenía su propio programa de “entrevistas de café” con otras amas de casa de Wisconsin, volvió a competir en una prueba al aire de una semana de duración, esta vez contra Erin Hershey Presley y Elisabeth Hasselbeck. En noviembre de 2003, Hasselbeck fue contratada para reemplazar a Ling. En julio de 2013, cuando Hasselbeck dejó The View para reemplazar a Gretchen Carlson como copresentadora femenina de Fox & Friends, Campos volvió a hacer una prueba, pero Jenny McCarthy fue contratada para ocupar el puesto.

### Fox News
El 21 de junio de 2018, durante una aparición en el programa de Fox News The Ingraham Angle, Campos-Duffy defendió la controvertida práctica de la administración Trump de separar a las familias inmigrantes arrestadas al cruzar la frontera de Estados Unidos.
En mayo de 2021, Campos-Duffy fue contratada como coanfitriona permanente en Fox & Friends Weekend.
El 22 de agosto de 2021, Campos-Duffy criticó al presidente Joe Biden por la recuperación de Afganistán por parte de los talibanes, culpando a su “estado mental” por el evento. También culpó a la primera dama Jill Biden al decir que le falló al país al permitir que su esposo se postulara a la presidencia.
El 14 de marzo de 2022, Campos-Duffy declaró que Estados Unidos provocó la invasión rusa de Ucrania el mes anterior.

### Activismo
Campos-Duffy es la portavoz nacional de la iniciativa LIBRE, una organización sin fines de lucro cuya misión declarada es promover ideas sobre un gobierno constitucionalmente limitado, derechos de propiedad, Estado de derecho, estabilidad económica y capitalismo de libre mercado entre la comunidad hispana.
Campos-Duffy apoyó a Scott Walker en las primarias republicanas para las elecciones presidenciales de 2016.

## Vida personal
Después de que su paso por The Real World terminara, mientras se filmaba la quinta temporada del programa, Campos se vio involucrada en una colisión frontal de un automóvil luego de que el conductor de un vehículo que venía en sentido contrario se quedó dormido al volante. El novio de Campos y su amigo murieron en el accidente. Campos fue arrojada por la ventanilla del lado del pasajero y sufrió lesiones graves en su pierna derecha que le causaron problemas a largo plazo como artritis, cojera y dificultad para correr.
En 1999, Campos se casó con su coprotagonista de Road Rules: All Stars, Sean Duffy. Vivían en Ashland, Wisconsin, donde Duffy era fiscal de distrito del condado de Ashland. En 2011, Duffy se convirtió en miembro republicano del Congreso por el séptimo distrito de Wisconsin.
En 2008, Campos-Duffy reveló que sufrió dos abortos espontáneos. En mayo de 2016, tenían ocho hijos. El noveno hijo de los Duffy, una niña, nació en 2019; nació un mes antes y tiene síndrome de Down. Debido a las complicaciones de salud anticipadas de la bebé, incluida una afección cardíaca, Duffy anunció que renunciaba al Congreso, a partir del 23 de septiembre de 2019, para centrar su tiempo y atención en su familia.
Campos-Duffy y su familia son católicos devotos.